# Salesópolis
Salesópolis este un oraș în São Paulo (SP), Brazilia.